# Bateria do Zavial
A Bateria do Zavial é um monumento militar no Município de Vila do Bispo, na região do Algarve, em Portugal. Situa-se nas imediações de uma outra estrutura militar, o Forte de Santo Inácio do Zavial.

## Descrição
Tanto a Bateria do Zavial como o Forte de Santo Inácio localizam-se no promontório conhecido como Ponta da Fisga, entre as praias da Ingrina e do Zavial. O forte de Santo Inácio situa-se num rochedo ilhado.

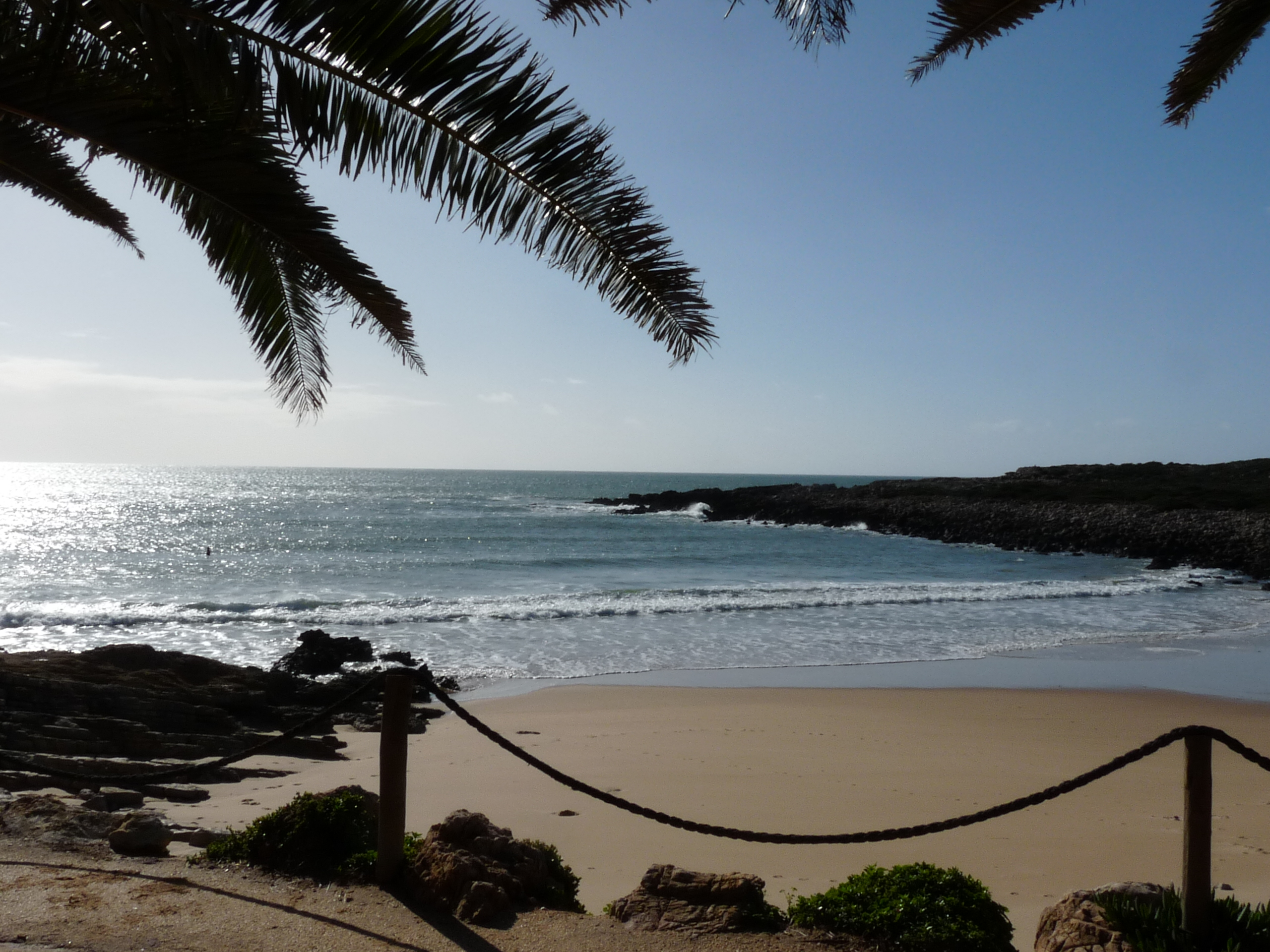
Praia da Ingrina.

## História

### Antecedentes
A ocupação humana na área da Praia do Zavial é muito antiga, tendo sido encontrados vestígios do período paleolítico no Abrigo do Zavial, nas imediações da praia. Na zona também foram descobertos alguns materiais da Idade Média, incluindo um concheiro.

### Séculos XVII e XVIII
Um carta de 15 de Maio de 1630, escrita por Rodrigo Rebelo Falcão, Provedor das Almadravas do reino do Algarve, pedia que fossem defendidos os portos do Zavial e de Almádena, uma vez que estavam expostos a ataques inimigos. Com efeito, no Zavial situava-se uma importante armação de atum, que já tinha sido referida por um alvará de 1569 do rei D. Sebastião, nomeando Pedro Dias para mandador daquele aparelho. Em 20 de Outubro de 1633, o então governador e capitão-general do Algarve, D. Luís de Sousa, refere que tinha reedificado duas torres de vigia, da Aspa e outra do Zavial, que antes das obras estavam por terra e sem de nenhum uso. D. Luís de Sousa iniciou igualmente a construção do Forte de Santo Inácio do Zavial, tendo ficado por edificar apenas a cisterna. Em 1754 o forte foi visitado por D. Rodrigo António de Noronha e Meneses, estando nessa altura em bons condições.
A fortificação foi destruída pelo Sismo de 1755. Em 1759, ocorreu uma batalha naval entre as armadas francesa e britânica nas águas em frente ao forte, encontro que ficou conhecido como a Batalha de Lagos (en). A esquadra francesa estava a ser perseguida por uma frota britânica, e procurou refúgio nas praias do Zavial e de Almádena, uma vez que Portugal tinha-se assumido como neutral durante o conflito entre os dois países, conhecido como Guerra dos Sete Anos. Porém, as forças britânicas penetraram nas águas territoriais portuguesas e destruíram as embarcações francesas. Pelo menos um dos navios, o Redoutable, encalhou de forma propositada na praia do Zavial, de forma a ser protegido pelo forte, mas sem efeito, tendo sido incendidado pela artilharia inimiga. Esta batalha provocou uma acesa guerra diplomática envolvendo os três países, tendo o governo francês chegado a ameaçar Portugal de que poderia apoiar uma invasão espanhola, tanto em território nacional como no Brasil.
Em 1 de Agosto de 1763, o Governador do Algarve, D. Henrique de Meneses pediu a D. Luís da Cunha que construísse uma bateria para defender a Praia do Zavial. Um relatório de 18 de Junho de 1765, elaborado pelo sargento-mor de engenharia Romão José do Rego desaconselhou a reconstrução do Forte de São Inácio do Zavial, tendo em vez disso defendido a instalação de uma bateria em cima das ruínas do forte. A bateria foi posteriormente construída, mas em 1788 já estava parcialmente arruinada. Um alvará de 27 de Setembro de 1805, emitido pelo príncipe regente, D. João, ordenou que todas as fortificações entre a Bateria do Zavial e o Forte da Meia Praia passariam a ficar dependentes da Praça de Lagos. A bateria foi referida num relatório de 18 de Abril de 1821, da autoria do tenente-coronel do Regimento de Artilharia n.º 2, João Vieira da Silva, onde declarou que possuía apenas três peças de ferro, em más condições. Em 1840 a fortificação já estava totalmente ao abandono.

### Séculos XIX e XX
Um despacho de 24 de Julho de 1938, emitido pelo Subsecretário de Estado da Guerra, determinou que as ruínas da antiga bateria do Zavial, identificadas como o prédio militar n.º 1 da Praça de Lagos, deveriam ser passadas para o Ministério das Finanças. O auto de devolução foi feito em 20 de Março de 1940, assinalando a transição da antiga bateria para o poder civil.